# 谷村隆
谷村 隆(たにむら たかし、1924年9月11日 - 2008年3月5日）は、日本の経営者。JCB社長を務めた。石川県出身。

## 経歴
1947年に京都大学経済学部を卒業し、同年に三和銀行に入行。1971年11月に取締役に就任し、1974年5月に常務、1977年6月に専務を経て、1979年6月に副頭取に就任。1981年2月にJCB社長に就任し、1990年2月には会長に就任し、1998年6月から相談役を務めた。社長在任時には、日本発祥のJCBを世界有数の国際ブランドに育て上げ、「中興の祖」と呼ばれた。
2008年3月5日呼吸不全のために死去。83歳没。